# آق‌باش‌لی
آق‌باش‌لی (به لاتین: Ağbaşlı) یک منطقهٔ مسکونی در جمهوری آذربایجان است که در شهرستان فضولی واقع شده‌است.